# 奧里恩特 (愛荷華州)
奧里恩特（英語：Orient）是一個位於美國愛荷華州亞代爾縣的城市。

## 地理
奧里恩特的座標為43°12′10″N 92°25′08″W / 43.20278°N 92.41889°W，而該地的平均海拔高度為412米（即1352英尺）。

## 人口
根據2010年美國人口普查的數據，奧里恩特的面積為1.17平方千米，均為陸地。當地共有人口408人，而人口密度為每平方千米348人。